# Мока (Јемен)
Мока (арап. المخا) је лучки град на обалама Црвеног мора у југо западном Јемену у Мухафази Таиз. Све до средине 19. века Мока је била главна извозна лука јеменског главног града Сане, тад су се развиле луке у Адену и Худаиди, па је значај Моке као луке опао.

## Историја
Мока је позната по томе што је била главно средиште за куповину кафе од 15. века па све до 17. века. Чак и након што су касније откривени и други извори каве, зрнца мока кафе (која се зове и Санани или Мока Санани, од имена града Сане одакле им је порекло) и даље су остала на високој цени због њихова чоколодна укуса. Кафа Мока је на цени чак и данас.
Према исусовцу и путнику Јерониму Лобу, који је пловио Црвеним морем 1625, Лука Мока "била је на лошем гласу пре њега, што се тиче трговине и свега осталог", али кад је Отоманско царство преузело власт над целим Арабијским полуострвом, стање се поправило, јер је Мока била центар њихове власти, иако је седиште османског паше било удаљено два дана хода у планинској унутрашњости у Сани. Лобо додаје да су по тадашњим отоманским законима сви бродови код уласка у Црвено море морали да пристану у Моку и платити царину за терет који превозе.
Други ретки Европљанин који је посетио Моку 1752, Ремедиус Прутки, изненадио се великим сарајем, са стотинак соба у Моки, у коме су смештај давали сваком који би платио, без обзира на веру или расу. Известио је да је у луци било три француска, четири британска, два холандска и један португалски брод.
Данас је Мока потпуно изгубила знаčај и више није место за трговину, привреда се заснива на рибарству и неšто мало на туризму. Изворна стара Мока је чак делимично премештена 3 km западно дуж обале Црвеног мора, због изградње неколико обалних аутопутева.